# Tritsch-Tratsch-Polka

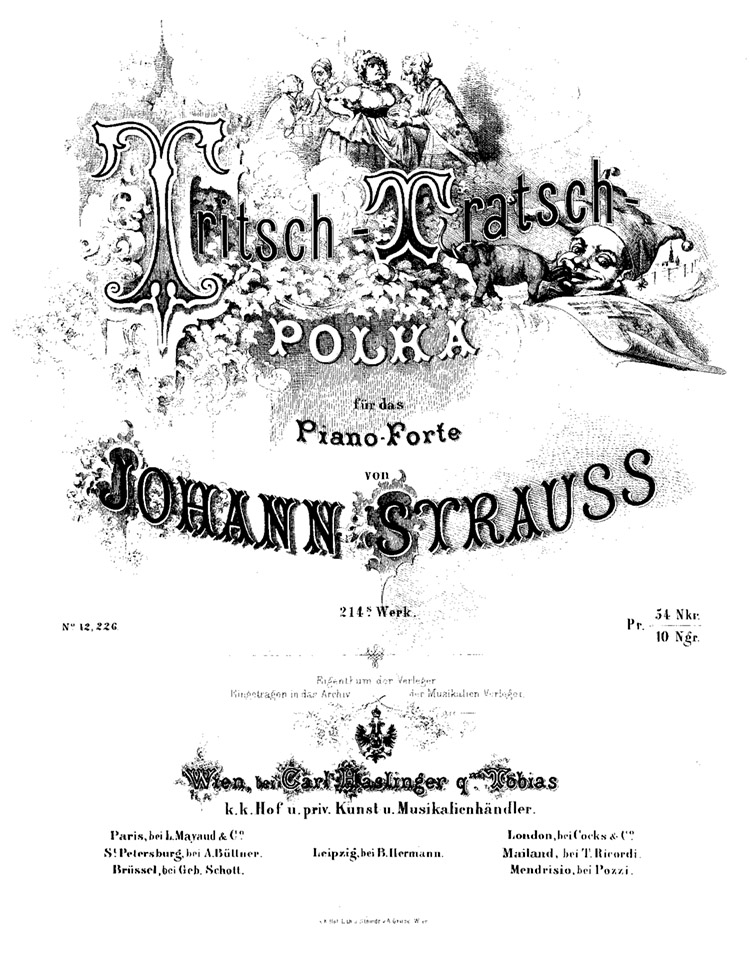
Tritsch-Tratsch-Polka

Tritsch-Tratsch-Polka (op. 214) este opera compozitorului austriac Johann Strauss. El a compus polca aceasta în anul 1858, după întoarcerea dintr-un turneu de succes, in perioada concertelor de vara din Sankt Petersburg, Rusia. Compoziția lui a fost prezentată la data de 24 noiembrie în același an la hanul Zum Großen Zeisig din Viena.
Semnificatia titlului, Tritsch-Tratsch, are legatura, se pare, cu pasiunea vienezilor pentru barfa.